# Донреми-ла-Пюсель
Донреми́-ла-Пюсе́ль, также Домреми (фр. Domrémy-la-Pucelle — «Донреми [деревня] Девы») — коммуна, расположенная в современном департаменте Вогезы, в Лотарингии. Прославлена как родина национальной героини Франции Жанны д’Арк.

## Общие сведения
Находится в долине реки Мёз. Рядом расположены коммуна Кусе и сохранившийся до настоящего времени замок Бурлемон. К востоку от Донреми долина постепенно переходит в возвышенность, заросшую лесом, которая по имени деревни именуется «лес Донреми».
Во времена Жанны д’Арк это поселение непосредственно граничило с графством шампанским и Лотарингией, составляя последний форпост собственно Франции на Северо-Востоке.
По состоянию на 1999 год население составляло 167 человек. Мэр — Даниэль Куэнс.

## История

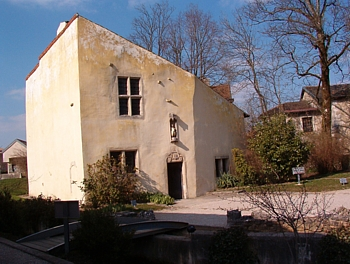
Дом Жанны в Донреми

Название Донреми впервые появляется в хрониках в XI веке, на вульгарной латыни «Dompnus Remingus», и на французском — Domprémy. Этимология имени восходит к классическому латинскому Dominus Remingus — то есть «Святой Реми».
Изначально находилась на территории Шампанского графства; после женитьбы Филиппа Красивого в 1284 году перешла к Франции как часть приданого невесты.
В XV веке, северная часть, где собственно и находились дом Жанны и церковь Сен-Реми, и вместе с ней близлежащая деревня Грё (Greux), составлявшая, по сути дела, одно с ней целое, входила в Нёшательский феод (превотство Монтеклер, округ Шомон), непосредственным землевладельцем выступал Жан II, сир де Бурлемон. Южная, в которой находился замок Иль, разрушенный в XVI веке и окончательно исчезнувший в наши дни, относилась к герцогству Барскому и принадлежала Лотарингии. Землёй владела Жанна Жуанвилль. Разделял деревню пополам «ручей и три ключа, впадающих в него же», протекавший практически позади дома семьи д’Арк. Жители говорили на лотарингском диалекте — впрочем, этот вопрос остаётся предметом дискуссий.
Северная (французская) часть деревни принадлежала Тульскому диоцезу, главная церковь которого находилась в Грё.
Король Карл VII после своей коронации в Реймсе возвёл Жанну д’Арк вместе со всей семьёй в дворянское достоинство и по просьбе Жанны особым указом освободил жителей Донреми и Грё от налогов. В 1571 году, когда деревня Донреми вошла в состав Лотарингии, привилегия была потеряна, в то время как жители Грё пользовались ею вплоть до 1766 года. При Людовике XV окончательно была присоединена к Франции. В 1578 году имя деревни было изменено на Domrémy-la-Pucelle, как это и остаётся поныне. С возвращением Донреми вновь получила налоговую привилегию, но во время Великой Французской революции потеряла её окончательно.

## Хозяйство

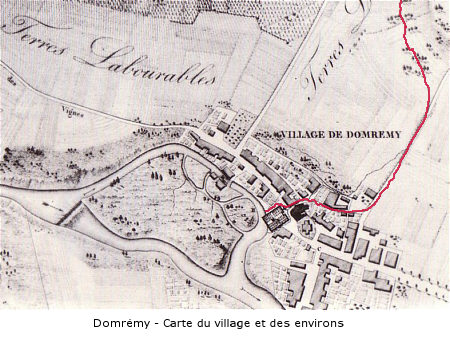
План деревни, ок. 1819 г. Чёрным отмечено расположение дома семьи д’Арк. Красная линия — ручей, делящий деревню пополам.

Основные занятия местного населения — выращивание пшеницы и виноградарство. Также развито скотоводство, благодаря тому, что речные поймы представляют собой прекрасные пастбища. Река изобиловала рыбой, рыбный промысел существует и поныне.

## Герб
Нынешний герб Донреми прямо восходит к гербу Жанны, пожалованному ей королём в награду за её заслуги перед страной. Бенедиктинец Пьер-Дье Малле пытался ввести в употребление герб с серебряным изображением св. Реми, но коммуна не поддержала его, предпочтя сохранить память о героине Франции.

## Достопримечательности

### Дом семьи д’Арк
Дом, где по преданию, родилась и выросла Жанна, существует и поныне — его современный адрес:улица Базилик, 2. В 1840 г. превращён в музей и объявлен национальным достоянием. В музее представлена коленопреклонённая статуя Жанны XVI в. В доме четыре комнаты и чердак, сейчас отданные выставкам, посвящённым крестьянской жизни во времена Столетней войны, жизни и миссии Жанны. Внешний вид оставался нетронутым с 1412 г., над деревянной дверью вырезаны три герба — французский, собственно герб Жанны и ещё один, с изображением трёх плугов, принадлежавший семье крёстной Жанны — Беатрисе Тьерселен. На фасаде вырезано: «Да здравствует труд, да здравствует король Людовик!»

### Три ключа

#### Смородинный ключ

Ключ фей, 1910 г.

Находится в 270 метрах от дома семьи д’Арк, за деревней, в направлении базилики, названной именем Жанны. Окружён зарослями боярышника и бересклета, рядом с ним находятся католическое распятие, миссия и древняя дорога, ведущая к виноградникам.

#### Лягушачий ключ
Самый маленький из трёх ключей облюбован лягушками, которые, завидев приближающихся людей, с плеском прыгают в воду. Расположен в пятидесяти шагах от Смородинного ключа, позади небольшого холма. Окружён зарослями тростника.

#### Ключ и дерево фей
Этот ключ в наше время носит имя «ключа Девы». Во времена Жанны был известен также как «ключ горячечных больных», считался целебным — это поверье восходит, вероятно, ещё к языческим временам. Несмотря на то, что в этом месте искали исцеления, у него была, скорее, дурная слава, в канун Вознесения местный священник отправлялся сюда во главе крестного хода, чтобы изгнать из этих мест обитающих там фей.

### Церковь Сен-Реми

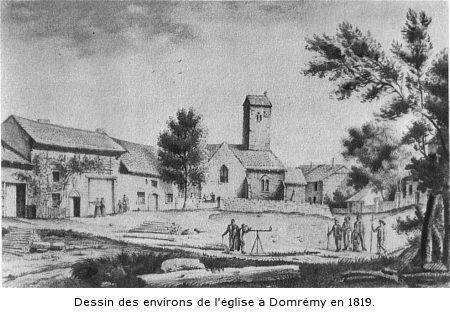
Старая церковь Сен-Реми, 1819 г.

Перестроена в 1824 г., так что вход теперь расположен на месте хоров. Со времён Жанны в неприкосновенности сохраняется чаша со святой водой на входе и южная часть с находящимся в ней баптистерием. Сохранились две алтарные картины XVI века и фреска с изображением мученичества Св. Себастьяна, относящаяся к тому же времени. Две статуи, относящиеся к XVIII веку, изображают Св. Реми, которому посвящена церковь, и Св. Элофа, по преданию, обезглавленного на месте будущей церкви в начале IV века за его приверженность христианству.

### Базилика св. Жанны д’Арк
Иногда называется по своему расположению базиликой Буа-Шеню, так как находится на склоне одноимённого холма. Построена, по преданию, на том самом месте, где Жанна впервые услышала голоса святых. Базилика заложена 3 ноября 1881 г. и изначально посвящалась Св. Михаилу. Позднее передана конгрегации Иисуса и Марии и посвящена памяти солдат, павших в битвах за Францию. Первая месса в крипте Нотр-Дам-дез-Арме (Богоматери армий) отслужена 8 мая 1891 г. Первая месса в собственно базилике состоялась в феврале 1896 г. Позднее достроены и расширены западные хоры.
В 1926 г. посвящена св. Жанне д’Арк. 4 июня 1939 г. во время церемонии, на которой присутствовали 80 тыс. паломников, папский легат, кардинал Вилльнев, торжественно присвоил церкви статус базилики.

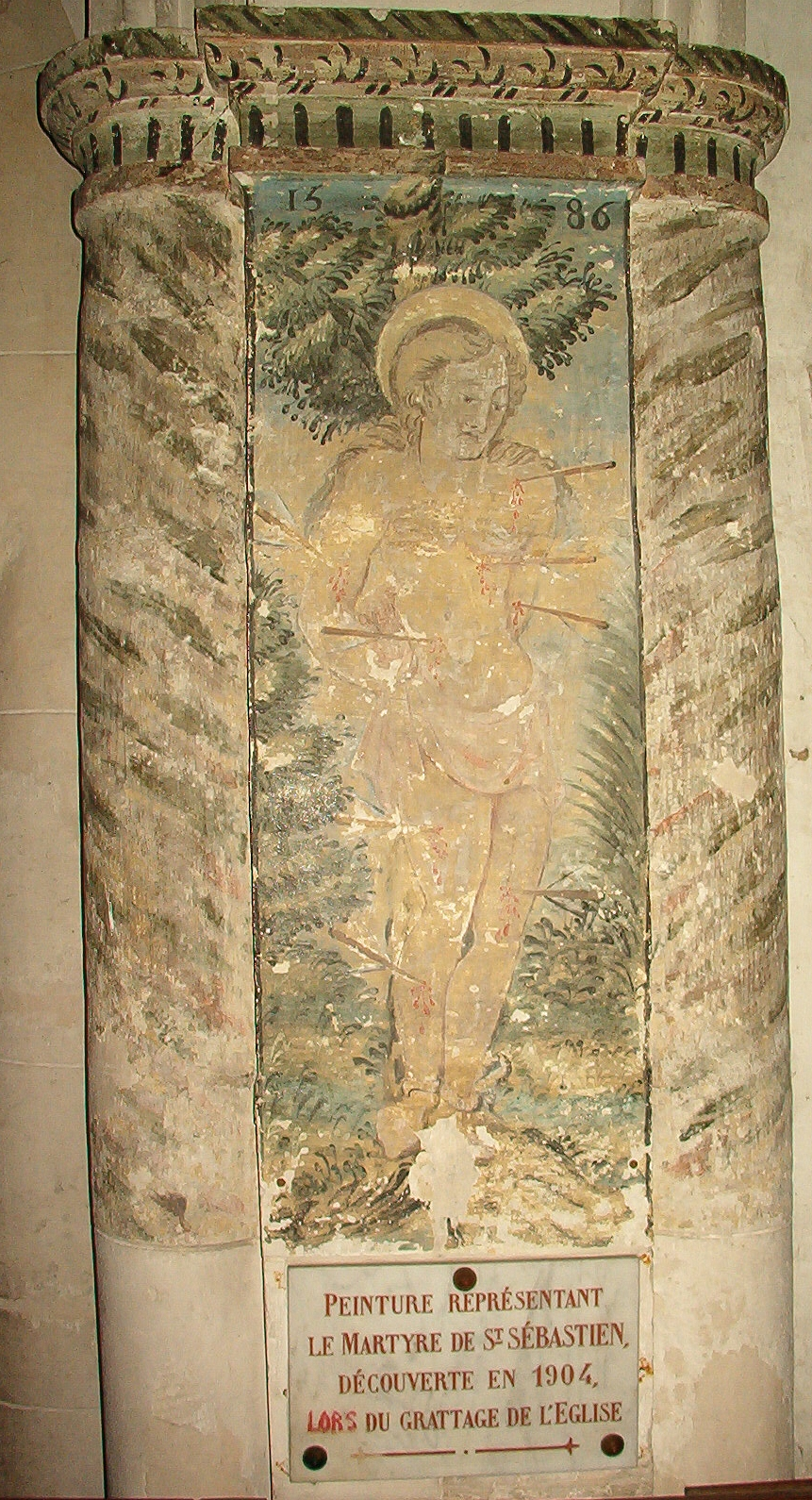
Мученичество св. Себастьяна. Барельеф в церкви Сен-Реми
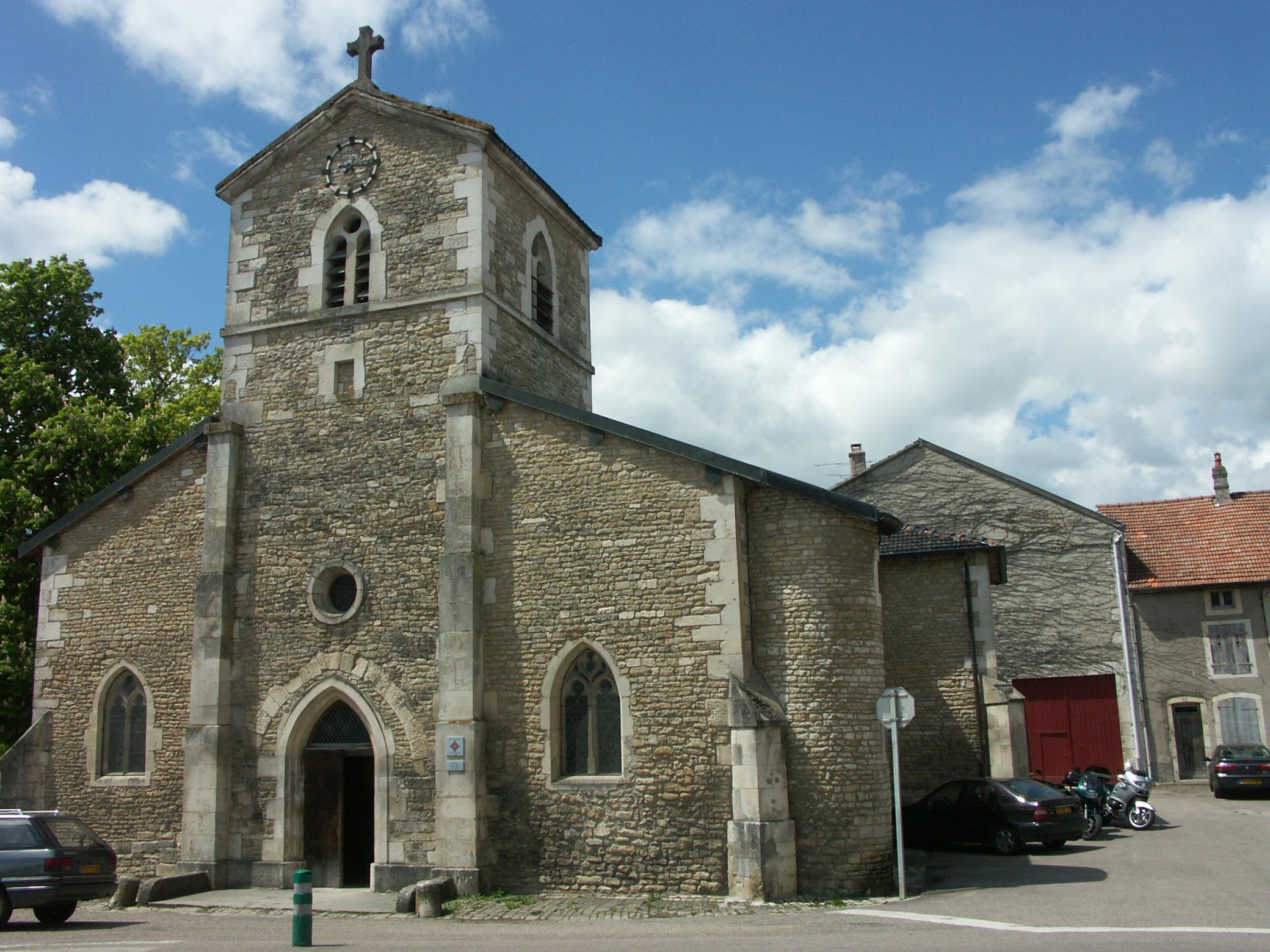
Церковь Сен-Реми
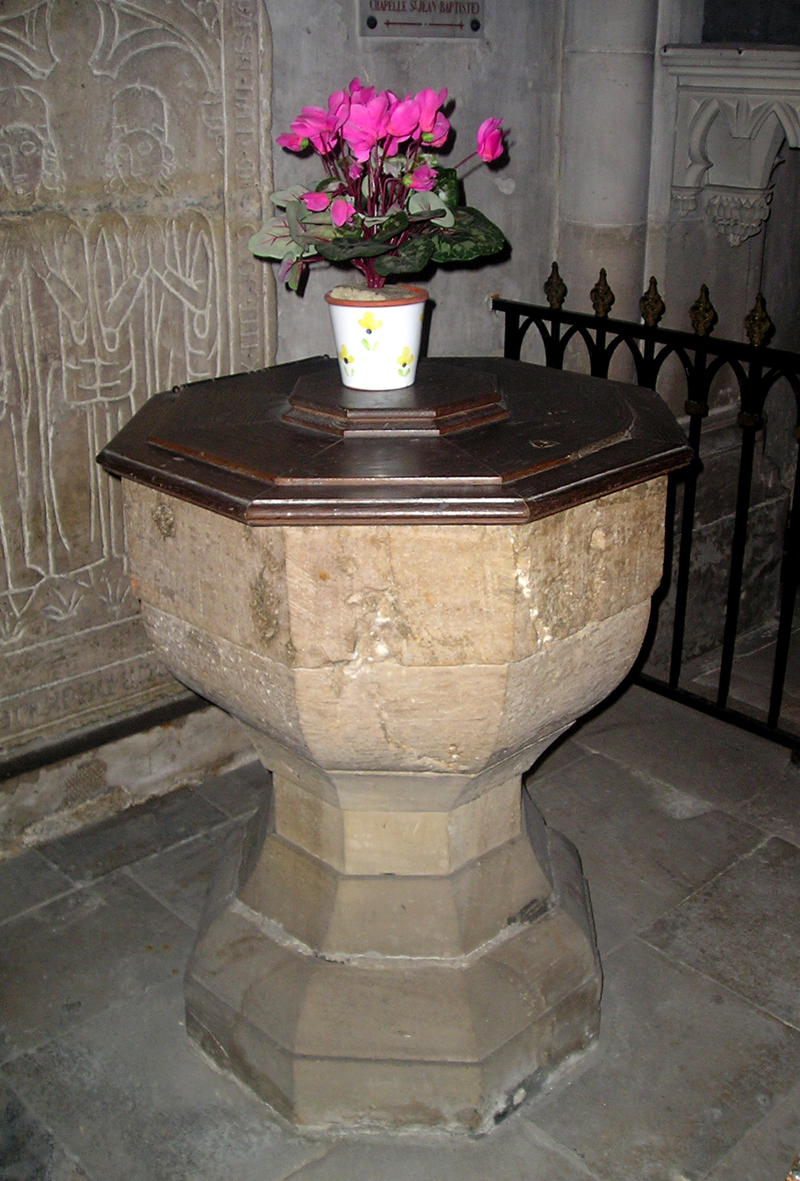
Купель. По преданию, на этом месте приняла крещение Жанна д'Арк
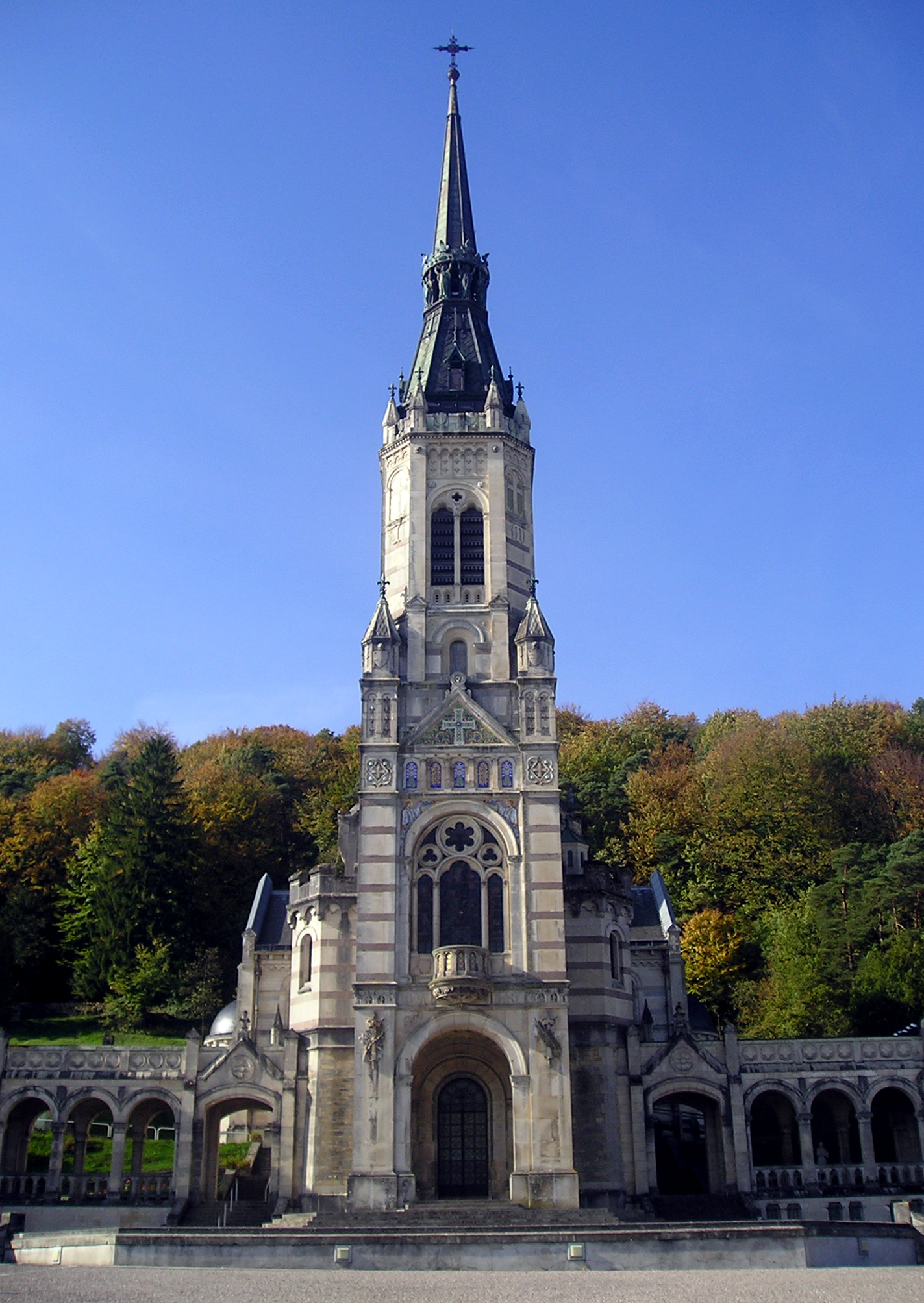
Фасад базилики Буа-Шеню («базилики св. Жанны д'Арк»)
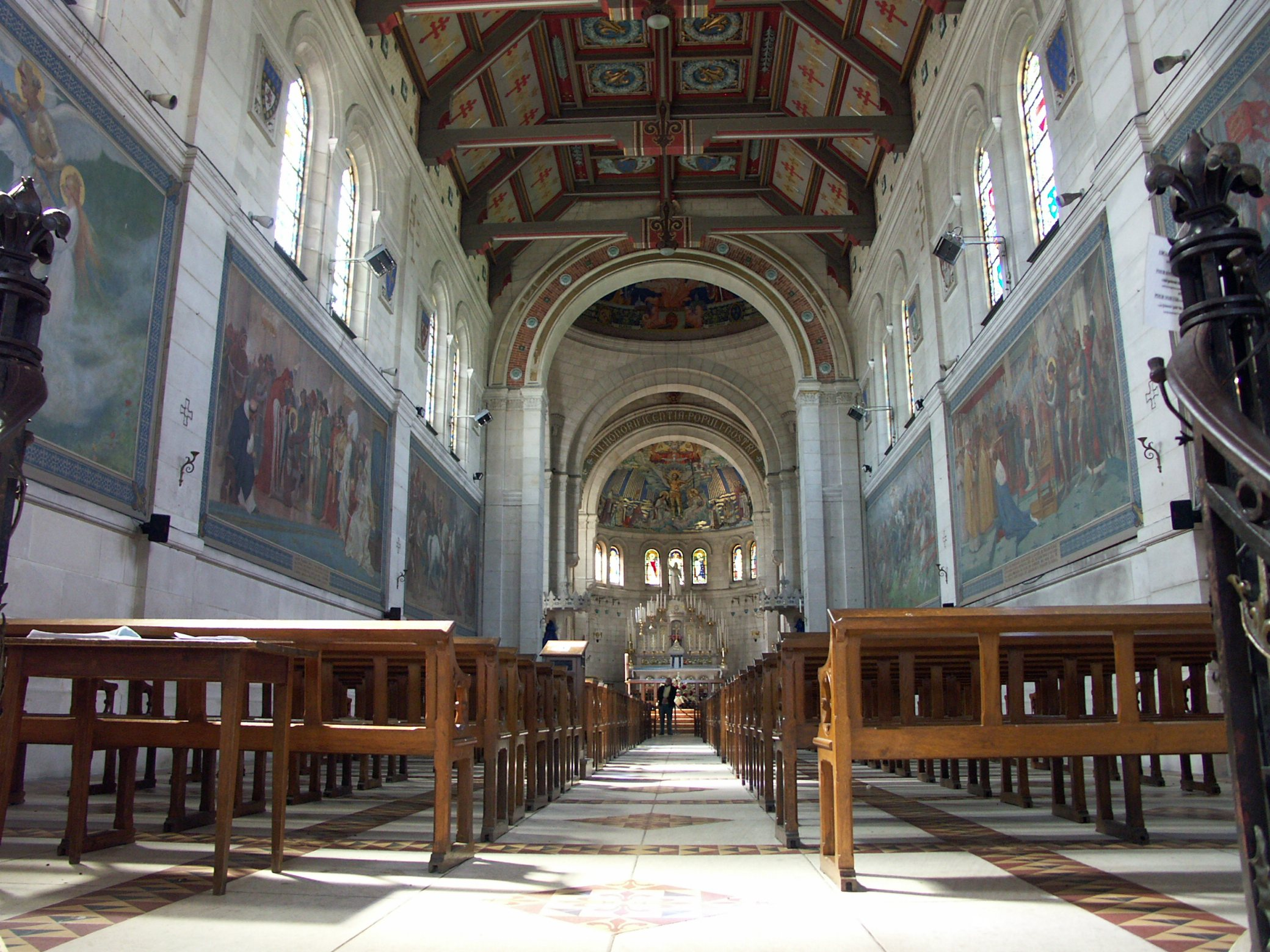
Неф базилики
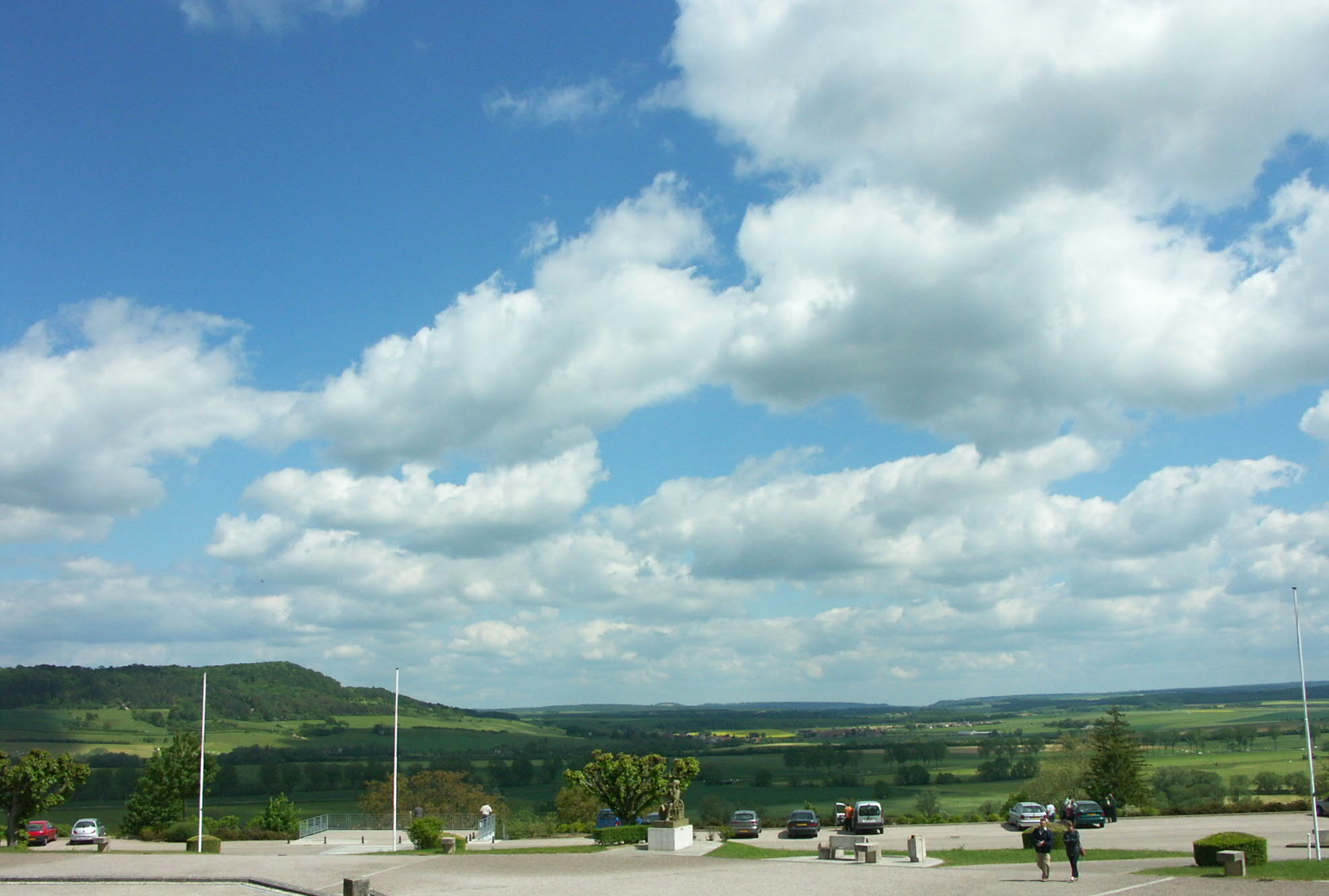
Вид от базилики Сен-Шеню
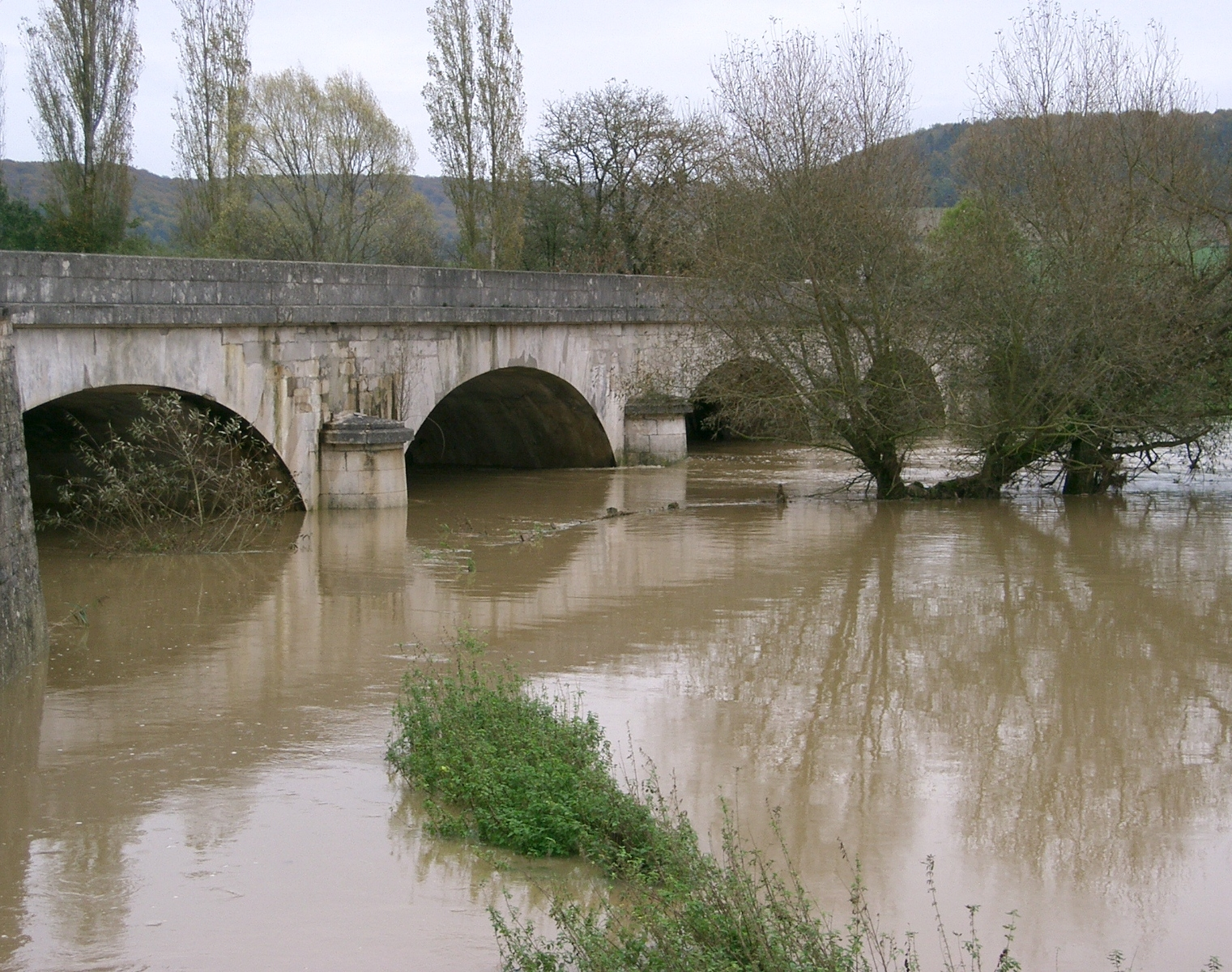
Мёз. Осенний разлив
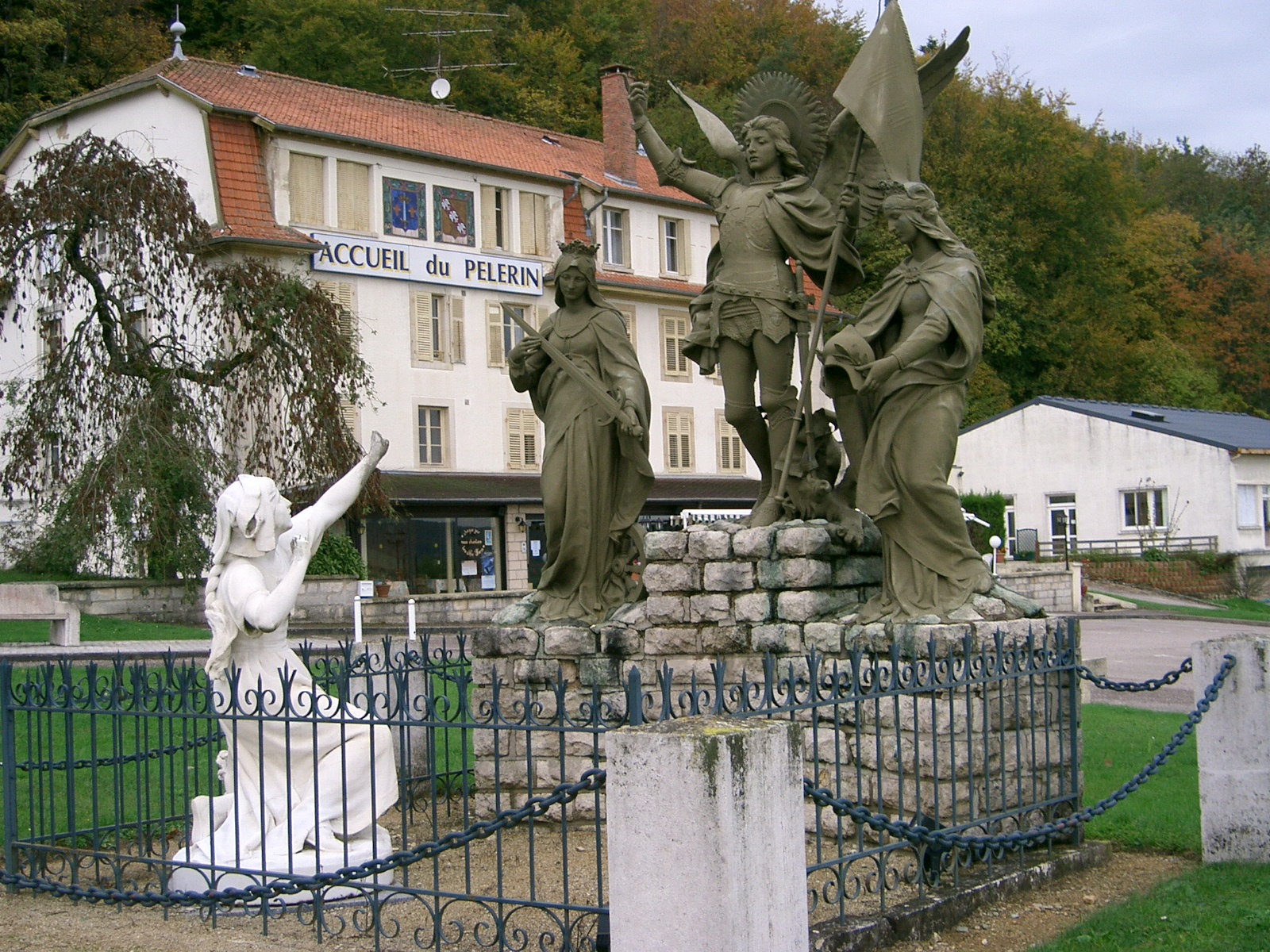
Статуя св. Жанны д'Арк, внимающей небесным голосам
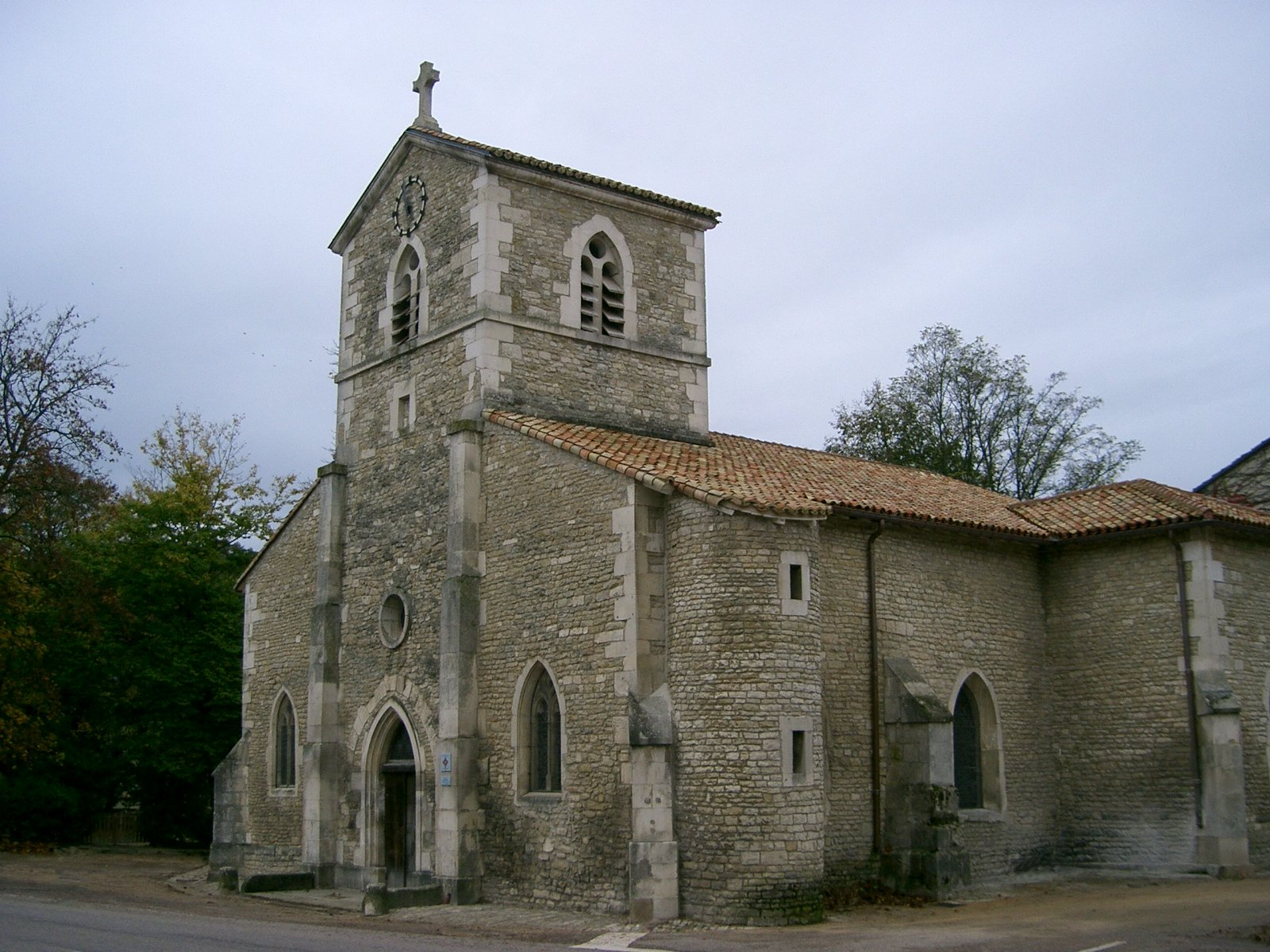
Деревенская церковь
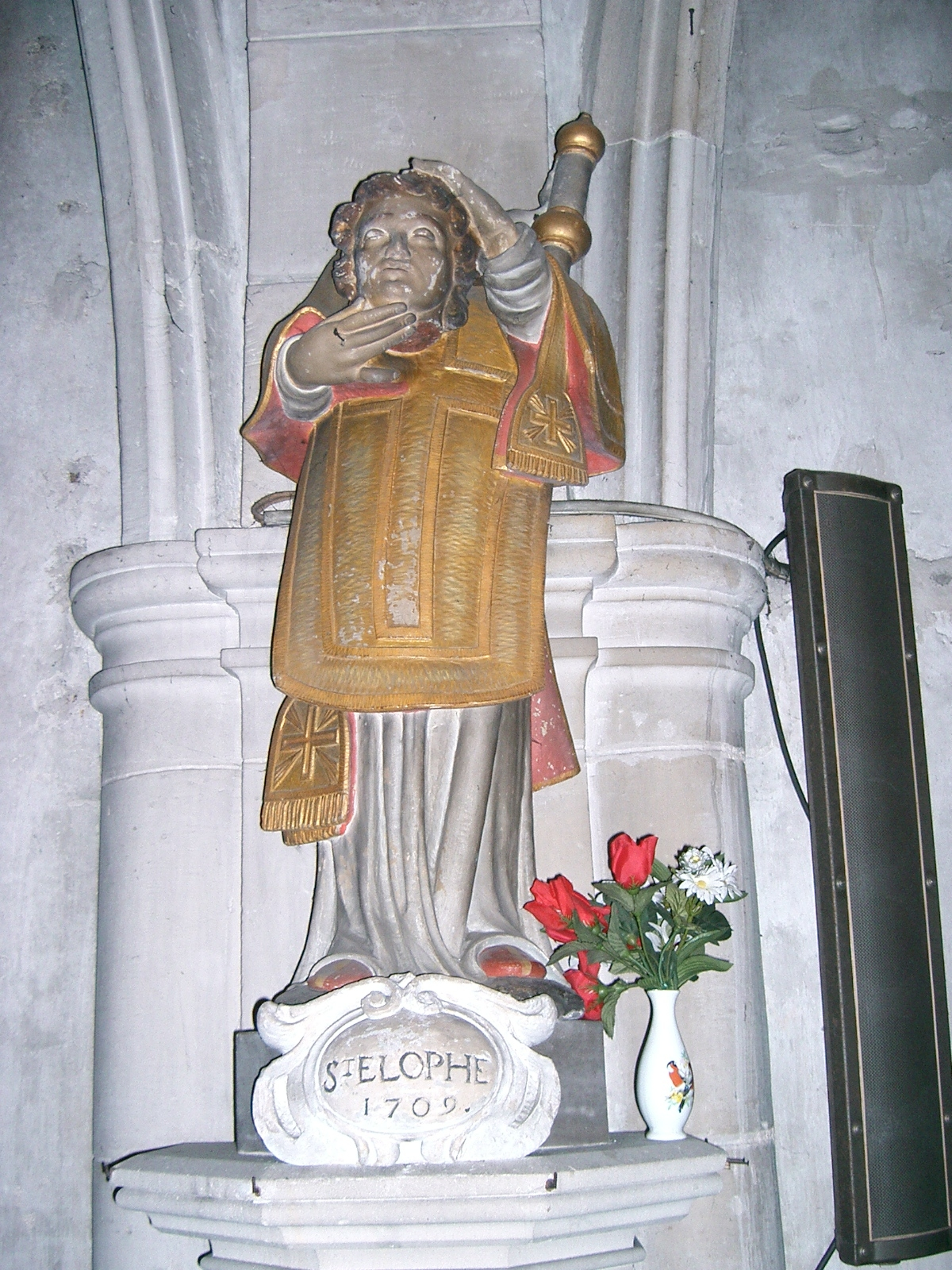
Церковь, статуя св. Элофа, несущего в руках отрубленную голову

## В культуре
- Герои фильма «Любовь под дождём» (1973) посещают Донреми́-ла-Пюсе́ль.